# Moulage par injection et réaction

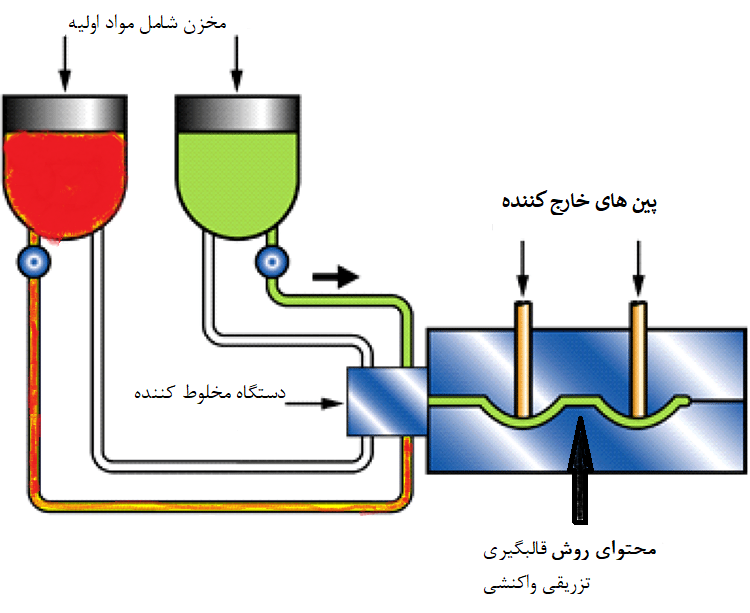
Ceci est une figure du processus RIM (Reaction injection moulding)

Le moulage par injection et réaction ou moulage par injection réactive (reaction injection molding (RIM) en anglais) est un procédé de moulage par injection consistant à mélanger intimement sous pression plusieurs composants réactifs, éventuellement additionnés de charges, avant de les introduire dans le moule où ils réagissent (polymérisation, réticulation) pour former l’objet fini.
La différence avec le moulage par injection conventionnel est l'utilisation ici de polymères thermodurcissables à la place de polymères thermoplastiques.
Le moulage par injection et réaction est adapté à la production de pièces en petites et moyennes séries avec des coûts réduits d’outillages en comparaison de l’injection de polymères thermoplastiques

## Pièces fabriquées
Les pièces couramment fabriquées par procédé RIM sont des pièces techniques et/ou d’aspect utilisées dans de nombreux marchés tels que le médical, le ferroviaire, l’automobile, les sports et loisirs et de manière générale dans l’industrie des machines outils ou spéciales, par exemple distributeur de boissons, équipements de laboratoire
Les applications typiques incluent :
- Spoilers, pare-chocs, ailerons, ailes[4], enjoliveurs, entourage de phares de voitures et véhicules de loisirs
- Habillages et pièces techniques d’appareils médicaux;
- Boîtiers électriques et électroniques
- Façades et évents d’enceintes acoustiques

## Procédé
Les deux constituants du polymère sont mélangés, généralement en les injectant à haute vitesse sous haute pression dans un mélangeur à percussion. Le mélange homogène des deux constituants est ensuite injecté sous une pression inférieure dans le moule. Le mélange est laissé au repos dans le moule assez longtemps pour qu'il se dilate et réagisse.
Si des agents de renforcement sont ajoutés au mélange, le procédé est appelé moulage par injection réaction avec renfort ou en anglais reinforced reaction injection molding (RRIM). Les agents de renforcement courants incluent le mica, les fibres de verre ou le talc (la stéatite). Ce procédé est généralement utilisé pour produire des panneaux automobiles en mousse rigide.
Si les agents de renforcement sont des tissus, le procédé est appelé en anglais structural reaction injection molding (SRIM). Les plis de tissus sont d'abord déposés dans le moule, puis le mélange de polymères est injecté.

## Matériaux concernés
Le matériau le plus couramment transformé par moulage par réaction et injection est le polyuréthane, procédé inventé par la société Bayer en 1955 (on parle alors généralement de PU-RIM) mais d’autres comprennent les polyurées, les polyisocyanurates, les polyépoxydes et les polydicyclopentadienes. Pour le polyuréthane, un constituant du mélange est un polyisocyanate et l'autre constituant est généralement un mélange de polyol, de catalyseur et d'additifs.
Les caractéristiques que procure la réticulation chimique du PU-RIM les apparentent selon les nuances aux polymères thermoplastiques usuels tels qu’ABS, Polyamide, Polycarbonate.
Dans le but de réduire l'empreinte carbone des pièces RIM, des polyuréthanes biosourcés injectables ont été récemment développés pour la production par procédé RIM de pièces techniques pour dispositif médical. 

## Avantages
Le moulage par injection et réaction permet de  fabriquer des pièces rigides ou flexibles, pleines ou moussées, et légères qui peuvent être facilement peintes.
Le temps de cycle est rapide comparé aux matériaux moulés par coulée sous vide.
Le mélange bi-composant injecté dans le moule a une viscosité beaucoup plus basse que celle des polymères thermoplastiques fondus. Des articles de grandes dimensions (jusqu'à 5m2), légers avec des parois de quelques millimètres à plusieurs centimètres peuvent être fabriqués avec succès par procédé RIM. Le mélange des constituants étant moins visqueux, il n'est pas nécessaire d'appliquer au moule des forces de serrage élevées comme dans le cas des polymères thermoplastiques. Il n'est pas nécessaire d'utiliser des presses à injecter de fort tonnage ce qui conduit à une réduction de l'investissement.
Les mousses fabriquées par procédé RIM ont une peau de haute densité et un noyau de faible densité.

## Inconvénients
Les inconvénients sont des temps de cycle lents comparés au moulage par injection conventionnel et des matières premières plus coûteuses.

## Outillage
L'outillage est composé d'acier ou d'aluminium usinés, d'aluminium coulé, de silicone, de nickel, etc. Les machines peuvent être grandes ou petites en fonction de la taille de la pièce requise.